# یواس‌اس کویلات (وای‌تی‌بی-۵۴۰)
یواس‌اس کویلات (وای‌تی‌بی-۵۴۰) (به انگلیسی: USS Quileute (YTB-540)) یک کشتی بود که طول آن ۱۰۱ فوت ۰ اینچ (۳۰٫۷۸ متر) بود. این کشتی در سال ۱۹۴۵ ساخته شد.